# Тревелерс-Рест (Південна Кароліна)
Тревелерс-Рест (англ. Travelers Rest) — місто (англ. city) в США, в окрузі Грінвілл штату Південна Кароліна. Населення — 7788 осіб (2020).

## Географія
Тревелерс-Рест розташований за координатами 34°58′4″ пн. ш. 82°26′28″ зх. д. / 34.96778° пн. ш. 82.44111° зх. д. (34.967756, -82.441162).  За даними Бюро перепису населення США в 2010 році місто мало площу 11,77 км², з яких 11,71 км² — суходіл та 0,06 км² — водойми.

### Клімат
| Клімат : Тревелерс-Рест | Клімат : Тревелерс-Рест | Клімат : Тревелерс-Рест | Клімат : Тревелерс-Рест | Клімат : Тревелерс-Рест | Клімат : Тревелерс-Рест | Клімат : Тревелерс-Рест | Клімат : Тревелерс-Рест | Клімат : Тревелерс-Рест | Клімат : Тревелерс-Рест | Клімат : Тревелерс-Рест | Клімат : Тревелерс-Рест | Клімат : Тревелерс-Рест | Клімат : Тревелерс-Рест |
| Показник                | Січ.                    | Лют.                    | Бер.                    | Квіт.                   | Трав.                   | Черв.                   | Лип.                    | Серп.                   | Вер.                    | Жовт.                   | Лист.                   | Груд.                   | Рік                     |
| Середній максимум, °C   | 10,6                    | 12,8                    | 17,1                    | 22,4                    | 26,6                    | 29,8                    | 31,3                    | 30,8                    | 27,5                    | 22,4                    | 16,9                    | 11,7                    | 21,7                    |
| Середня температура, °C | 4,7                     | 6,4                     | 10,4                    | 15,2                    | 19,8                    | 23,4                    | 25,2                    | 24,8                    | 21,4                    | 15,5                    | 10,3                    | 5,9                     | 15,3                    |
| Середній мінімум, °C    | −1,1                    | 0,0                     | 3,7                     | 8,0                     | 13,0                    | 17,1                    | 19,2                    | 18,8                    | 15,4                    | 8,7                     | 3,8                     | 0,2                     | 8,9                     |
| ----------------------- | ----------------------- | ----------------------- | ----------------------- | ----------------------- | ----------------------- | ----------------------- | ----------------------- | ----------------------- | ----------------------- | ----------------------- | ----------------------- | ----------------------- | ----------------------- |
| Джерело:                |                         |                         |                         |                         |                         |                         |                         |                         |                         |                         |                         |                         |                         |

## Демографія
Згідно з переписом 2010 року, у місті мешкало 4576 осіб у 1740 домогосподарствах у складі 1254 родин. Густота населення становила 389 осіб/км².  Було 1919 помешкань (163/км²).
Расовий склад населення:
| - 79,9 % — білих - 15,3 % — чорних або афроамериканців - 1,1 % — азіатів - 0,2 % — корінних американців - 1,8 % — осіб інших рас |

До двох чи більше рас належало 1,6 %. Частка іспаномовних становила 4,5 % від усіх жителів.
За віковим діапазоном населення розподілялося таким чином: 29,3 % — особи молодші 18 років, 58,6 % — особи у віці 18—64 років, 12,1 % — особи у віці 65 років та старші. Медіана віку мешканця становила 34,4 року. На 100 осіб жіночої статі у місті припадало 89,8 чоловіків;  на 100 жінок у віці від 18 років та старших — 84,5 чоловіків також старших 18 років.
Середній дохід на одне домашнє господарство  становив 59 428 доларів США (медіана — 52 460), а середній дохід на одну сім'ю — 64 550 доларів (медіана — 64 338). Медіана доходів становила 50 761 долар для чоловіків та 24 413 долари для жінок. За межею бідності перебувало 16,3 % осіб, у тому числі 25,3 % дітей у віці до 18 років та 11,0 % осіб у віці 65 років та старших.
Цивільне працевлаштоване населення становило 2481 особа. Основні галузі зайнятості: освіта, охорона здоров'я та соціальна допомога — 23,1 %, мистецтво, розваги та відпочинок — 13,1 %, роздрібна торгівля — 12,9 %.